# Grand Prix Monako 1982
Grand Prix Monako 1982 (oryg. Grand Prix Automobile de Monaco) – szósta runda Mistrzostw Świata Formuły 1 w sezonie 1982, która odbyła się 23 maja 1982, po raz 29. na torze Circuit de Monaco.
40. Grand Prix Monako, 29. zaliczane do Mistrzostw Świata Formuły 1.

## Klasyfikacja
| Legenda oznaczeń w tabelach wyników Wyświetl szablon na nowej stronie | Legenda oznaczeń w tabelach wyników Wyświetl szablon na nowej stronie                                                                     |
| Oznaczenie                                                            | Wyjaśnienie |
| --------------------------------------------------------------------- | --- |
| Złoty                                                                 | Zwycięzca lub mistrzostwo |
| Srebrny                                                               | 2. miejsce lub wicemistrzostwo |
| Brązowy                                                               | 3. miejsce lub II wicemistrzostwo |
| Zielony                                                               | Ukończył, punktował (w klasyfikacji generalnej, gdy zdobył co najmniej jeden punkt na przestrzeni sezonu, poza trzema powyższymi opcjami) |
| Niebieski                                                             | Ukończył, nie punktował (w klasyfikacji generalnej, gdy nie zdobył co najmniej jednego punktu na przestrzeni sezonu)                      |
| Czerwony                                                              | Nie zakwalifikował się (NZ) |
| Czerwony                                                              | Nie prekwalifikował się (NPK) |
| Różowy                                                                | Nie ukończył (NU) |
| Różowy                                                                | Niesklasyfikowany (NS) (w klasyfikacji generalnej, gdy nie został sklasyfikowany w żadnym wyścigu sezonu)                                 |
| Czarny                                                                | Zdyskwalifikowany (DK) |
| Czarny                                                                | Wykluczony (WYK/EX) |
| Biały                                                                 | Nie wystartował (NW) |
| Biały                                                                 | Kontuzjowany (K/INJ) |
| Biały                                                                 | Wyścig odwołany (OD/C) |
| Bez koloru                                                            | Został wycofany (WYC/WD) |
| Bez koloru                                                            | Nie przybył (NP/DNA) |
| Bez koloru                                                            | Nie brał udziału w treningach (NT/DNP) |
| Bez koloru                                                            | Nie został zgłoszony (–) |
| Pogrubienie                                                           | Start z pole position |
| Kursywa                                                               | Najszybsze okrążenie wyścigu |
| †                                                                     | Nie ukończył, ale jego rezultat został zaliczony ze względu na przejechanie więcej niż 90% dystansu wyścigu.                              |
| *                                                                     | Sezon w trakcie |
| 1/2/3                                                                 | Punktowana pozycja w sprincie kwalifikacyjnym                                                                                             |
| Lista systemów punktacji Formuły 1                                    | |

| Pos | No | Kierowca           | Konstruktor     | Okrążeń | Czas/powód NU   | Poz. Start. | Punktów |
| --- | -- | ------------------ | --------------- | ------- | --------------- | ----------- | ------- |
| 1   | 2  | Riccardo Patrese   | Brabham-Ford    | 76      | 1:54:11.259     | 2           | 9       |
| 2   | 28 | Didier Pironi      | Ferrari         | 75      | Brak paliwa     | 5           | 6       |
| 3   | 22 | Andrea de Cesaris  | Alfa Romeo      | 75      | Brak paliwa     | 7           | 4       |
| 4   | 12 | Nigel Mansell      | Lotus-Ford      | 75      | + 1 okrążenie   | 11          | 3       |
| 5   | 11 | Elio de Angelis    | Lotus-Ford      | 75      | + 1 okrążenie   | 15          | 2       |
| 6   | 5  | Derek Daly         | Williams-Ford   | 74      | Wypadek         | 8           | 1       |
| 7   | 15 | Alain Prost        | Renault         | 73      | Wypadł z toru   | 4           |         |
| 8   | 4  | Brian Henton       | Tyrrell-Ford    | 72      | + 4 okrążenia   | 17          |         |
| 9   | 29 | Marc Surer         | Arrows-Ford     | 70      | + 6 okrążeń     | 19          |         |
| 10  | 3  | Michele Alboreto   | Tyrrell-Ford    | 69      | Zawieszenie     | 9           |         |
| NU  | 6  | Keke Rosberg       | Williams-Ford   | 64      | Kolizja         | 6           |         |
| NU  | 8  | Niki Lauda         | McLaren-Ford    | 56      | Silnik          | 12          |         |
| NU  | 1  | Nelson Piquet      | Brabham-BMW     | 49      | Turbo           | 13          |         |
| NU  | 7  | John Watson        | McLaren-Ford    | 35      | Elektryka       | 10          |         |
| NU  | 9  | Manfred Winkelhock | ATS-Ford        | 31      | Różne           | 14          |         |
| NU  | 26 | Jacques Laffite    | Ligier-Matra    | 29      | Sterowność      | 18          |         |
| NU  | 25 | Eddie Cheever      | Ligier-Matra    | 27      | Wyciek oleju    | 16          |         |
| NU  | 10 | Eliseo Salazar     | ATS-Ford        | 22      |                 | 20          |         |
| NU  | 16 | René Arnoux        | Renault         | 14      | Wypadł z toru   | 1           |         |
| NU  | 23 | Bruno Giacomelli   | Alfa Romeo      | 4       | Wał prz. napędu | 3           |         |
| NZ  | 30 | Mauro Baldi        | Arrows-Ford     |         |                 |             |         |
| NZ  | 33 | Jan Lammers        | Theodore-Ford   |         |                 |             |         |
| NZ  | 17 | Jochen Mass        | March-Ford      |         |                 |             |         |
| NZ  | 35 | Derek Warwick      | Toleman-Hart    |         |                 |             |         |
| NZ  | 31 | Jean-Pierre Jarier | Osella-Ford     |         |                 |             |         |
| NZ  | 14 | Roberto Guerrero   | Ensign-Ford     |         |                 |             |         |
| NPK | 36 | Teo Fabi           | Toleman-Hart    |         |                 |             |         |
| NPK | 32 | Riccardo Paletti   | Osella-Ford     |         |                 |             |         |
| NPK | 18 | Raúl Boesel        | March-Ford      |         |                 |             |         |
| NPK | 20 | Chico Serra        | Fittipaldi-Ford |         |                 |             |         |
| NPK | 19 | Emilio de Villota  | March-Ford      |         |                 |             |         |